# Старотимошкинское городское поселение
Старотимо́шкинское городско́е поселе́ние — муниципальное образование в составе Барышского района Ульяновской области. Административный центр — рабочий посёлок Старотимошкино.

## География
Озёра: Крячек и другие.

## Состав городского поселения
В состав поселения входят 4 населённых пункта: 1 рабочий посёлок и 3 села.
| № | Населённый пункт | Тип населённого пункта                  | Население |
| - | ---------------- | --------------------------------------- | --------- |
| 1 | Заречное         | село                                    | 775       |
| 2 | Калда            | село                                    | 1696      |
| 3 | Смольково        | село                                    | 165       |
| 4 | Старотимошкино   | рабочий посёлок, административный центр | ↘3323     |